# Teritoriile britanice de peste mări

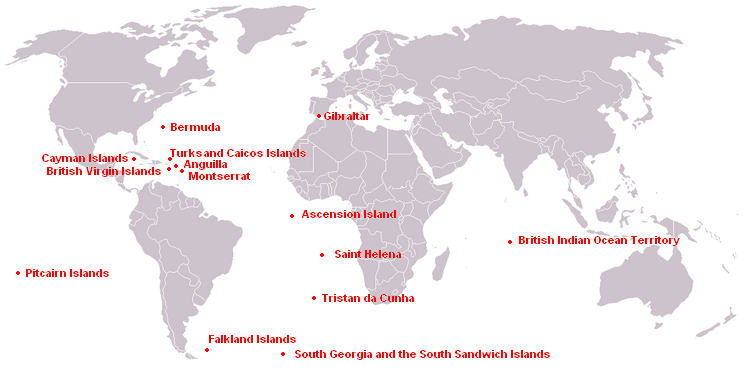
Localizarea teritoriilor britanice din afara granițelor

Teritoriile britanice din afara granițelor (în engleză British Overseas Territories) sunt 14 entități care, deși nu fac parte din Regatul Unit, se află sub suveranitatea acestuia. Cu excepția Gibraltarului, toate acestea sunt situate în afara Europei și nu fac parte din Uniunea Europeană.
Numele „Teritorii britanice din afara granițelor” a fost introdus în anul 2002 prin „British Overseas Territories Act”. Prin această reglementare a fost înlocuită vechea denumire „Teritoriu dependent britanic”, care fusese stabilită în anul 1981 prin „British Nationality Act”. Înaintea adoptării acestor reglementări, teritoriile respective purtau denumirea de „colonii” sau „colonii ale coroanei”.

## Cele 14 teritorii britanice din afara granițelor
| Drapel | Teritoriu                                             | Capitală                              | Populație                                  |
| ------ | ----------------------------------------------------- | ------------------------------------- | ------------------------------------------ |
|        | Anguilla                                              | The Valley                            | 12.800                                     |
|        | Bermuda                                               | Hamilton                              | 64.482                                     |
|        | Teritoriul Antarctic Britanic                         | fără                                  | 200 (personal administrativ)               |
|        | Insulele Virgine Britanice                            | Road Town                             | 21.730                                     |
|        | Teritoriul Britanic din Oceanul Indian                | fără                                  | 3.200 (personal militar și administrativ)  |
|        | Insulele Falkland (revendicate de Argentina)          | Port Stanley                          | 2.967                                      |
|        | Gibraltar                                             | Gibraltar                             | 27.776                                     |
|        | Insulele Cayman                                       | George Town                           | 41.934                                     |
|        | Montserrat                                            | Plymouth (părăsită; interimar Brades) | 9.000                                      |
|        | Insulele Pitcairn                                     | Adamstown                             | 50                                         |
|        | Sfânta Elena (inclusiv Ascension și Tristan da Cunha) | Jamestown                             | 6.563                                      |
|        | Bazele militare suverane Akrotiri și Dhekelia         | Garnison Episkopi                     | 15.000 (Personal militar și administrativ) |
|        | Georgia de Sud și Insulele Sandwich de Sud            | King-Edward-Point/Grytviken           | 11-26 (Personal administrativ)             |
|        | Insulele Turks și Caicos                              | Cockburn Town                         | 19.500                                     |

Barbados